# Mauguio
Mauguio (tiếng Pháp: Melgueil, tiếng Occitan: Melguelh) là một xã thuộc tỉnh Hérault trong vùng Occitanie nước Pháp. Xã này nằm ở khu vực có độ cao trung bình 3 mét trên mực nước biển. Dân số thời điểm năm 1999 là 15100 người.